# Koji Igarashi
Koji "IGA" Igarashi (五十嵐 孝司 Igarashi Kōji?), född 17 mars 1968, är en japansk datorspelsdesigner, programmerare och producent som arbetade på Konami från 1989 till 2014, då han lämnade företaget för att starta sin egen spelstudio.
Han är mest känd för att ha jobbat med Castlevania-serien från Symphony of the Night (1997) till Harmony of Despair (2010).

## Biografi

### Efter Konami (2014–)
Igarashi sade i en intervju i mars 2014 att han under sin tid på Konami hade flyttat till dess avdelning för utveckling av spel på sociala nätverk, men att många av hans fans hade kontaktat honom och sagt att de föredrog traditionella datorspel för hemdatorer och konsoler. Han sade att han blev inspirerad av reaktionerna Keiji Inafune fick för sitt crowdfundade spel Mighty No. 9, och att han också funderade på att finansiera sitt nästa spel på Kickstarter. När han fick frågan om huruvida det skulle bli ett 2D-actionspel, sade Igarashi att han inte hade bestämt sig än, men att det var möjligt.
Den 11 maj 2015 tillkännagavs hans nya 2D-actionspel Bloodstained: Ritual of the Night, som utvecklas i samarbete med Inti Creates och är en andlig uppföljare till Castlevania-serien.

## Verk
- Detana!! Twinbee (PC Engine) - programmerare[5]
- Gradius II (PC Engine Super CD-ROM²) - programmerare[6]
- Tokimeki Memorial (PC Engine Super CD-ROM²) - manusförfattare[7]
- Tokimeki Memorial: Forever with you (Playstation, Sega Saturn) - manusförfattare
- Castlevania: Symphony of the Night (Playstation) - assistentregissör, programmerare, manusförfattare[8]
- Elder Gate (Playstation) - regissör, systemprogrammerare
- Castlevania Chronicles (Playstation) - producent[9]
- Castlevania: Harmony of Dissonance (Game Boy Advance) - producent
- Castlevania: Aria of Sorrow (Game Boy Advance) - producent
- Castlevania: Lament of Innocence (Playstation 2) - producent
- Nano Breaker (Playstation 2) - producent
- Castlevania: Dawn of Sorrow (Nintendo DS) - producent
- Castlevania: Curse of Darkness (Playstation 2, Xbox) - producent
- Castlevania: Portrait of Ruin (Nintendo DS) - producent
- Castlevania: Order of Shadows (mobiltelefon) - producent
- Castlevania: The Dracula X Chronicles (Playstation Portable) - producent
- Castlevania: Order of Ecclesia (Nintendo DS) - producent
- Castlevania Judgment (Wii) - producent
- Castlevania: The Adventure Rebirth (Wiiware) - producent
- Castlevania: Harmony of Despair (Xbox Live Arcade) - producent
- Otomedius Excellent (Xbox 360) - producent
- Leedmees (Xbox 360 Kinect) - producent[10]
- Bloodstained: Ritual of the Night (Linux, Microsoft Windows, OS X, Playstation 4, Playstation Vita, Wii U, Xbox One)